# Jorrit Croon
Jorrit Croon (Leiderdorp, 9 augustus 1998) is een Nederlandse hockeyer. 
Croon hockeyde in de jeugd bij LSC Alecto uit zijn woonplaats Leiderdorp. Sinds 2014 speelt Croon in het eerste van HGC en debuteerde hij op zijn zestiende in de Hoofdklasse. In 2016 eindigde Croon met zijn club op de derde plaats en speelde hij mee in de play offs om het landskampioenschap waarin werd verloren na drie wedstrijden van de latere landskampioen Oranje Zwart. Op zijn zeventiende werd de aanvallende middenvelder geselecteerd door bondscoach Max Caldas voor de Olympische Spelen van 2016 in Rio de Janeiro, waar hij met het Nederlands team een 4e plaats behaalde. Sinds het seizoen 2018-2019 speelt Croon bij HC Bloemendaal.
Croon volgt de studie Commerciële Economie aan de Johan Cruyff University in Amsterdam.

## Club Carriere
Croon is begonnen met hockey bij LSC Alecto. Sinds 2014 speelt hij voor het eerste elftal van HGC, hij debuteerde op 16-jarige leeftijd. In 2016 eindigden Croon en zijn team als derde in de Hoofdklasse, maar werden in de play-offs uitgeschakeld om landskampioenschap te winnen. Na 3 seizoenen bij HGC maakte hij in de zomer van 2018 de overstap naar Bloemendaal. In zijn eerste seizoen bij Bloemendaal won hij zijn eerste Nederlandse landstitel door Kampong te verslaan in de kampioensfinale.

## Internationale Carriere
Na zijn geweldige prestaties in de Hoofdklasse werd Croon opgeroepen voor het nationale team voor deelname aan de Olympische Zomerspelen van 2016. Op het EuroHockeykampioenschap 2017, waar Nederland de gouden medaille won, won Croon de Onder-21 Speler van het Toernooi-prijs. Hij was aanvankelijk niet geselecteerd voor het WK 2018, maar verving voor aanvang van het toernooi de geblesseerde Floris Wortelboer. Hij moest het EuroHockeykampioenschap van 2019 missen vanwege een schouderblessure die hij opliep tijdens de halve finales van de FIH Pro League van 2019.

## Palmares

### Nederlands team
- 4e Olympische Spelen 2016, Rio de Janeiro
- Europees kampioenschap 2017, Amstelveen
- Wereldkampioenschap 2018, Bhubaneswar
- Champions Trophy 2018, Breda
- Hockey Pro League 2019, Amstelveen
- Europees kampioenschap 2021, Amstelveen
- 6e Olympische Spelen 2020, Tokio
- Hockey Pro League 2021/22
- Wereldkampioenschap 2018, Bhubaneswar en Rourkela
- Hockey Pro League 2022/23
- Europees kampioenschap 2023, Mönchengladbach
- Olympische spelen 2024, Parijs

### HC Bloemendaal
- Hoofdklasse kampioen 2018/2019
- Hoofdklasse kampioen 2020/2021
- EHL Kampioen 2020/2021
- Hoofdklasse kampioen 2021/2022
- EHL Kampioen 2021/2022
- EHL Kampioen 2022/2023

Seve van Ass · 
Sander Baart · 
Billy Bakker · 
Jorrit Croon · 
Jeroen Hertzberger · 
Rogier Hofman · 
Robert van der Horst ·  
Robbert Kemperman · 
Mirco Pruyser · 
Glenn Schuurman · 
Jaap Stockmann · 
Hidde Turkstra · 
Valentin Verga · 
Bob de Voogd · 
Mink van der Weerden · 
Sander de Wijn ·
Coach: Max Caldas
Seve van Ass · 
Billy Bakker · 
Lars Balk · 
Pirmin Blaak · 
Thierry Brinkman · 
Jorrit Croon · 
Thijs van Dam · 
Jonas de Geus · 
Jeroen Hertzberger · 
Jip Janssen · 
Robbert Kemperman · 
Joep de Mol · 
Mirco Pruyser ·  
Glenn Schuurman · 
Mink van der Weerden · 
Sander de Wijn · 
Coach: Max Caldas
Seve van Ass ·  
Lars Balk ·  
Koen Bijen ·  
Pirmin Blaak ·  
Justen Blok ·  
Thierry Brinkman ·  
Jorrit Croon ·  
Thijs van Dam ·  
Jonas de Geus ·  
Steijn van Heijningen ·  
Tjep Hoedemakers ·  
Jip Janssen ·  
Floris Middendorp ·  
Joep de Mol ·  
Duco Telgenkamp ·  
Derck de Vilder ·  
Floris Wortelboer ·  
Steijn van Heijningen (invaller) ·  
Tijmen Reyenga (invaller) ·
Coach: Jeroen Delmee